# كين باريت
كين باريت (بالإنجليزية: Ken Barrett)‏ (5 مايو 1938 في المملكة المتحدة - 7 يونيو 2015) هو لاعب كرة قدم بريطاني في مركز الهجوم. لعب مع أستون فيلا ولينكولن سيتي أف سي ونادي ستوربريدج.